# Lorenz Ewensen
Lorentz Ewensen, född den 17 juni 1728, död den 4 april 1790 i Trondhjem, var en norsk jurist.
Ewensen var först prokurator och senare tullprokurör i Trondhjem, av vars vetenskapssällskap han var medlem. Han var författare till åtskilliga juridiska småskrifter, bland vilka märks några uppsatser om odalsrätt och en schematisk anvisning till att finna de ställen i äldre lagar, ur vilka Kristian V:s Norske Lov är hämtad (1762). Det mest betydande verket handlar om myndighetsålder (1781). Dessutom utgav han Samlinger af juridiske og historiske Materier i två band (1784–1787). Hans arbeten vittnar om juridiska kunskaper och historiskt intresse.